# John Nicholson
John Nicholson (n. 6 octombrie 1941, Auckland, Noua Zeelandă – d. 20 septembrie 2017, Anglia, Regatul Unit) a fost un pilot neo-zeelandez de Formula 1 care a evoluat în Campionatul Mondial între anii 1974 și 1975.